# Сент-Клер (Мічиган)
Сент-Клер (англ. St. Clair) — місто (англ. city) в США, в окрузі Сент-Клер штату Мічиган. Населення — 5464 особи (2020).

## Географія
Сент-Клер розташований за координатами 42°49′36″ пн. ш. 82°29′33″ зх. д. / 42.82667° пн. ш. 82.49250° зх. д. (42.826530, -82.492433).  За даними Бюро перепису населення США в 2010 році місто мало площу 9,34 км², з яких 7,59 км² — суходіл та 1,75 км² — водойми.

## Демографія
Згідно з переписом 2010 року, у місті мешкало 5485 осіб у 2306 домогосподарствах у складі 1521 родини. Густота населення становила 587 осіб/км².  Було 2523 помешкання (270/км²).
Расовий склад населення:
| - 97,1 % — білих - 0,9 % — азіатів - 0,3 % — чорних або афроамериканців - 0,2 % — корінних американців |

До двох чи більше рас належало 1,2 %. Частка іспаномовних становила 1,6 % від усіх жителів.
За віковим діапазоном населення розподілялося таким чином: 23,9 % — особи молодші 18 років, 60,9 % — особи у віці 18—64 років, 15,2 % — особи у віці 65 років та старші. Медіана віку мешканця становила 42,5 року. На 100 осіб жіночої статі у місті припадало 93,5 чоловіків;  на 100 жінок у віці від 18 років та старших — 89,3 чоловіків також старших 18 років.
Середній дохід на одне домашнє господарство  становив 69 320 доларів США (медіана — 56 449), а середній дохід на одну сім'ю — 77 899 доларів (медіана — 61 250). За межею бідності перебувало 16,2 % осіб, у тому числі 29,2 % дітей у віці до 18 років та 8,3 % осіб у віці 65 років та старших.
Цивільне працевлаштоване населення становило 2533 особи. Основні галузі зайнятості: освіта, охорона здоров'я та соціальна допомога — 24,2 %, виробництво — 18,5 %, мистецтво, розваги та відпочинок — 10,4 %, роздрібна торгівля — 8,9 %.